# اس‌ام یوسی-۹۸
اس‌ام یوسی-۹۸ (به انگلیسی: SM UC-98) یک زیردریایی است که طول آن ۱۸۵ فوت ۵ اینچ (۵۶٫۵۲ متر) می‌باشد. این زیردریایی در سال ۱۹۱۸ ساخته شد.